# Scytodes pulchella
Espèce
Scytodes pulchella est une espèce d'araignées aranéomorphes de la famille des Scytodidae.

## Distribution
Cette espèce se rencontre en Afrique de l'Est.

## Publication originale
- Berland, 1914 : Araneae (1re partie). Voyage de Ch. Alluaud et R. Jeannel en Afrique oriental (1911-1912): Résultats scientifiques. Paris, vol. 3, p. 37-94.